# Timeo (dialogo)
Il Timèo è un dialogo scritto da Platone attorno al 360 a.C. Ha avuto una grande incidenza teorica sulla filosofia e sulla scienza posteriori. In esso vengono approfonditi essenzialmente tre problemi: quello cosmologico dell'origine del cosmo, quello fisico della sua struttura, ed infine quello della natura iperuranica che permane nel suo stato di quiete. Ai tre argomenti corrispondono altrettante parti in cui è possibile suddividere l'opera, alle quali va aggiunto il Prologo.
La prosecuzione del Timeo è costituita dal dialogo incompiuto Crizia, che riprende la stessa ambientazione e gli stessi personaggi.

## Prologo
Platone presenta questo dialogo come il proseguimento di una discussione avvenuta il giorno prima, durante la quale sono stati affrontati alcuni degli argomenti della Repubblica. Alla conversazione partecipano Socrate, il pitagorico Timeo di Locri, Ermocrate e Crizia; Socrate esprime il desiderio che la città ideale che si era teorizzata il giorno precedente venga ora presentata in azione, come vivente. Allora Crizia inizia il suo racconto, appreso da suo nonno, dell'antica Atene di 9000 anni prima, che nella sua magnificenza era riuscita ad opporsi all'espansionismo di Atlantide. In seguito si stabilisce su cosa verterà il dialogo di quel giorno, delineando i temi fondamentali di questo scritto.

## Parte prima: operazioni del Demiurgo

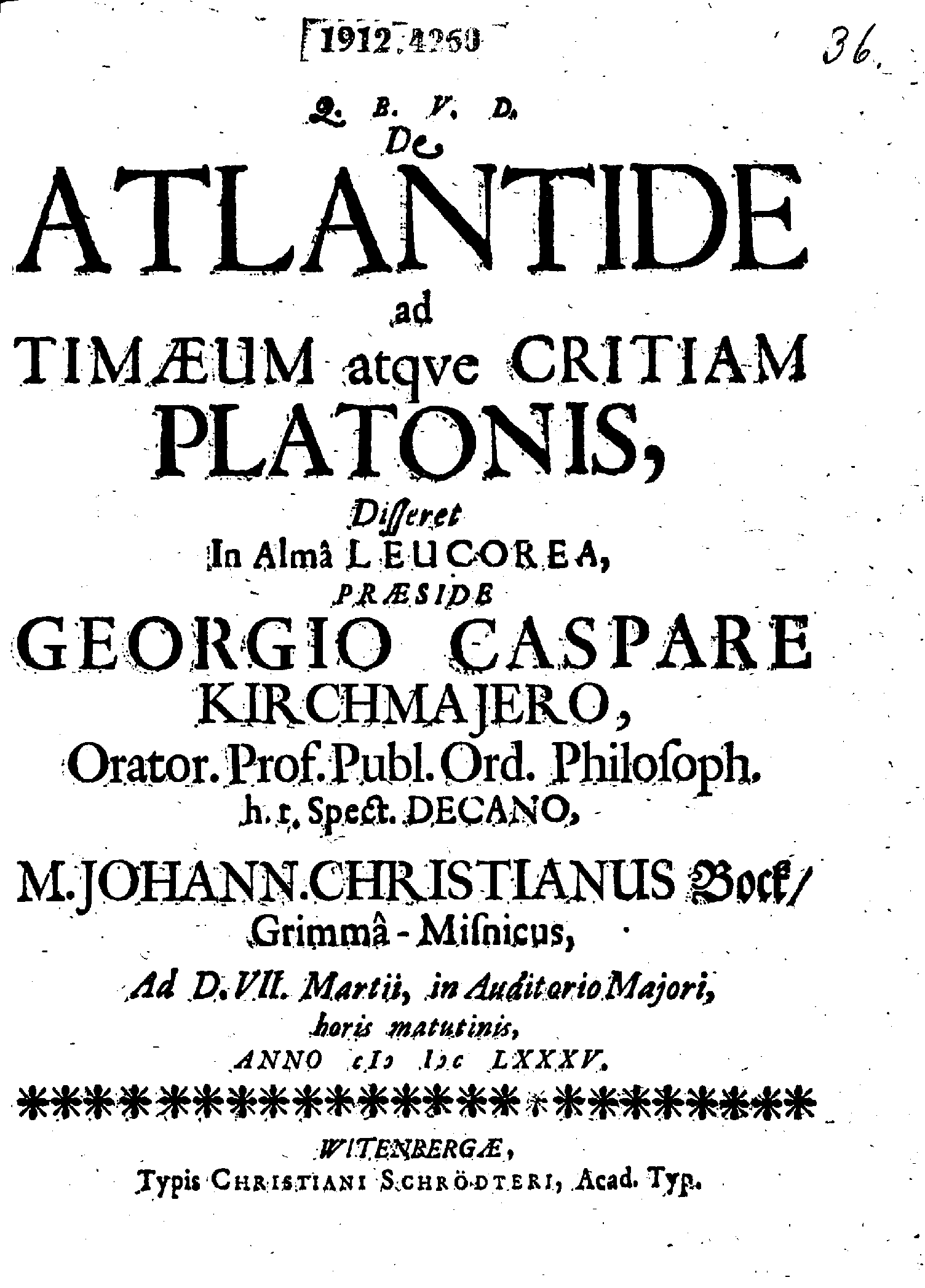
De Atlantide ad Timaeum atque Critiam Platonis
Johann Christian Bock, 1685

Termina qui la parte propriamente dialogica dell'opera, per dare inizio ad una lunga e complessa trattazione ad opera del solo Timeo. Nella prima parte Platone si sofferma sulle verità eterne della realtà increata, e su come questa abbia dato origine al cosmo del divenire. Data l'esigenza di sciogliere il dualismo fra mondo delle Idee e mondo delle cose, viene introdotto un terzo termine mediatore, il Demiurgo, ovvero "colui che fabbrica per il popolo", una figura che successivamente è stata paragonata a quella del Dio cristiano. Compito del Demiurgo è quello di "plasmare", ordinare la materia preesistente, puro caos e necessità (ἀνάγκη), ad immagine e somiglianza delle Idee. Per fare questo l'Artefice utilizza il numero, mediatore tra la realtà mutevole e quella eterna, ed in questo modo dà vita al cosmo attraverso un'anima del mondo. Quindi forma il tempo, immagine mobile dell'eternità, e gli astri, che sono dèi visibili. A queste divinità attribuisce il compito di forgiare quello che resta del mondo, ovvero i corpi delle creature mortali; in questo modo il cosmo è compiuto in maniera completa e bella, la migliore possibile per un mondo in divenire. Viene fornita quindi una breve descrizione dei sensi umani e della loro finalità, a cui segue la seconda parte del dialogo.

## Parte seconda: il principio materiale
In questa sezione Timeo descrive la natura del principio materiale del cosmo, amorfo e caotico, soggetto alla necessità. Quindi si occupa dello studio dei fenomeni fisici: tuttavia, avvisa, proprio perché si tratta di una realtà soggetta al divenire, le conclusioni a cui si giungerà non saranno certe ma solo probabili. Platone descrive il cosmo come composto di quattro elementi: fuoco, terra, aria e acqua.

### Gli elementi
I quattro elementi non sono tali nel senso originario della parola, ossia non sono il fondamento della realtà materiale, ma sono a loro volta composti di qualcosa di più basilare: i triangoli. Come sempre nel Platone della vecchiaia la matematica assume importanza fondamentale, e i triangoli vanno a costituire dei solidi così piccoli da risultare invisibili, ma che in grandi quantità appaiono come, appunto, i quattro elementi: la terra corrisponde al esaedro, l'aria all'ottaedro, l'acqua all'icosaedro e il fuoco al tetraedro. Inoltre viene teorizzato un quinto solido, il dodecaedro, che funge da elemento decorativo del cosmo e la cui funzione non è ben precisata; in epoche successive (già lo scolaro Aristotele) questo elemento sarà identificato con l'etere o quintessenza.
Questa parte di dialogo si conclude con altre considerazioni fisiche riguardanti le varie forme che gli elementi assumono, e le interazioni tra essi ed i sensi umani.

## Parte terza: la natura umana

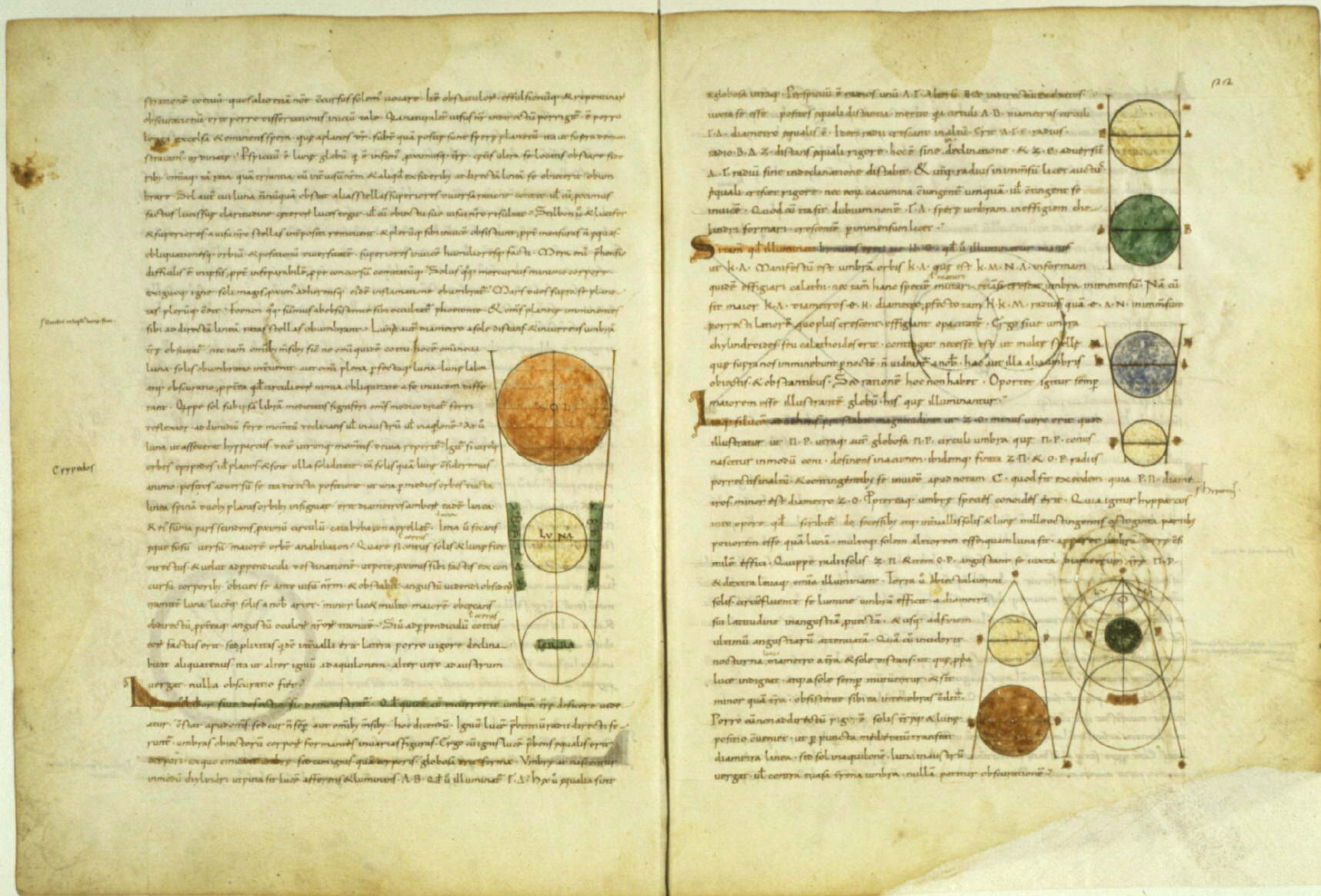
Manoscritto medievale con la traduzione del Timeo in latino ad opera di Calcidio

Nella parte conclusiva del dialogo vengono descritte le caratteristiche fisiche dell'uomo, analizzando funzione e costituzione dei vari organi e trattando delle parti mortali dell'anima, quella irascibile e quella appetitiva. Vengono inoltre trattati l'invecchiamento e la morte, e le malattie che colpiscono corpo e anima.
In conclusione si descrivono le sorti dell'anima dopo la morte che, se poco curata, va a reincarnarsi in corpo di donna o di animale, in base alla gravità della sua condizione. Così si conclude il discorso di Timeo sul cosmo, avendo trattato di ogni suo aspetto dal macrocosmo sino al microcosmo umano.

## Influenza culturale
Il Timeo è la più estesa traduzione dal greco al latino effettuata da Marco Tullio Cicerone.
Nell'Europa cristiana il Timeo ha rappresentato per molti secoli, grazie al commento ed alla traduzione latina di Calcidio del testo da 31c4 a 53c3, lo schema di fondo che filosofi e teologi hanno usato per spiegare la realtà.
Ha avuto fondamentale influenza sul neoplatonismo e, attraverso di esso, sulla filosofia patristica. Inoltre, molti temi del Timeo verranno ripresi in età rinascimentale, quali la corrispondenza tra microcosmo e macrocosmo, l'idea di anima del mondo e, in ambito anche alchemico, di quintessenza. Infine, c'è un parallelismo tra il concetto platonico di un cosmo ordinato al meglio e l'idea leibniziana del migliore dei mondi possibili.
Questo dialogo ha influenzato in maniera indiretta anche il geocentrismo, grazie all'idea che tutto è riconducibile ai triangoli.
Il Timeo, assieme al Crizia, è il dialogo che ha dato origine al mito di Atlantide: vi viene riportato ciò che Sonchis narrò a Solone, un argomento a cui sono stati dedicati moltissimi studi.